# Etiopía en los Juegos Paralímpicos de París 2024
Etiopía estuvo representada en los Juegos Paralímpicos de París 2024 por cuatro deportistas, dos hombres y dos mujeres.

## Medallistas
El equipo paralímpico etíope obtuvo las siguientes medallas:
| Nombre          | Deporte   | Evento               |
| --------------- | --------- | -------------------- |
| Oro             |           |                      |
| Tigist Mengistu | Atletismo | 1500 m T13 femenino  |
| Yayesh Tesfaw   | Atletismo | 1500 m T11 femenino  |
| Plata           |           |                      |
| Yitayal Yigzaw  | Atletismo | 1500 m T11 masculino |
| Bronce          |           |                      |
| —               |           |                      |